# Magnus Franklin
Carl Gustaf Magnus Franklin, född 1 januari 1901 i Ekebyhov i Ekerö socken, död 11 april 1986 i Ödeshög, var en svensk tecknare och grafiker.
Han var son till materialförvaltaren Gustaf Franklin och Gurly Fredrika Tunvall. Franklin studerade konst för Carl Wilhelmson i Stockholm. Han var huvudsakligen verksam som illustratör i ett flertal veckotidningar och tidskrifter. Franklin finns representerad vid bland annat Uppsala universitetsbibliotek. Han är begravd på Olaus Petri kyrkogård i Örebro.